# محمد مزيد التويجري
محمد بن مزيد التويجري مستشار في الديوان الملكي السعودي بمرتبة وزير منذ 6 مارس 2020، ورئيس برنامج التحول الوطني، ونائب رئيس مجلس إدارة صندوق التنمية الوطني شغل منصب وزير الاقتصاد والتخطيط في الفترة ما بين 2017-2020، وتم ترشيحه لإدارة منظمة التجارة العالمية.

## التعليم
حصل في عام 1986م على درجة البكالوريوس في علوم الطيران من أكاديمية الملك فيصل الجوية، وفي عام 1991م حصل على درجة الماجستير في إدارة الأعمال تخصص إدارة مالية مع مرتبة الشرف من جامعة الملك سعود.

## الخبرات المهنية
بدأ حياته المهنية طيارا حربيا من عام 1988م إلى عام 1993م، ومن عام 1995م إلى 2007م تدرج في وظائف عليا في البنك السعودي البريطاني «ساب» منها منصب المدير العام للخزانة، ومن عام 2007م إلى 2010م تولى الرئاسة التنفيذية لشركة جي بي مورغان في المملكة، كما تولى الرئاسة الإقليمية لإدارة الخدمات المصرفية في بنك إتش إس بي سي (HSBC) في منطقة الشرق الأوسط وشمال إفريقيا بين عامي 2010م و 2014م، وأصبح رئيسا تنفيذيا ونائبا لرئيس مجلس إدارة البنك من عام 2014م وحتى عام 2016م، وفي عام 2016م عُيّن نائبا لوزير الاقتصاد والتخطيط، وأمينا عاما للجنة المالية في الديوان الملكي السعودي حتى عام 2017م، وفي الفترة ما بين 2017م-2020م تولى منصب وزير الاقتصاد والتخطيط حتى أعفي من منصبه وعُيّن مستشارا في الديوان الملكي السعودي بمرتبة وزير. 

## مناصب وعضويات مجالس ولجان
أمين اللجنة المالية بالديوان الملكي
عضو مجلس الشؤون الاقتصادية والتنمية
عضو مجلس إدارة الهيئة العليا لتطوير منطقة الرياض
عضو مجلس إدارة الهيئة العليا لتطوير منطقة الشرقية
عضو ونائب رئيس مجلس إدارة المركز الوطني للدراسات الاستراتيجية التنموية
عضو مجلس إدارة الشركة السعودية للخطوط الحديدية «سار»
عضو مجلس إدارة المؤسسة العامة للخطوط الجوية العربية السعودية
رئيس مجلس إدارة المركز الوطني للتخصيص
| سبقه عادل فقيه | وزير الاقتصاد والتخطيط السعودي 2017 - 6 مارس 2020 | تبعه محمد الجدعان (مكلف) |